# قائمة البريطانيون الحاصلون على أوسمة في حرب الخليج الثانية
قائمة البريطانيون الحاصلون على أوسمة في حرب الخليج الثانية في عام 1991. بصرف النظر عن الترتيب فهي جائزة عسكرية بحتة.

## وسام الخدمة المتميزة
حصل على وسام الخدمة المتميزة في المقام الأول للقيادة والشهامة في القتال في مواجهة العدو. يقتصر عادة على كبار الضباط من السرية إلى الفرقة وهو ثاني أعلى وسام بعد صليب فيكتوريا.
- اللواء روبرت أنتوني سميث
- العميد باتريك أنتوني جون كوردينجلي
- قائد الجناح جون أنتوني برودبنت
- قائد الجناح إيان سميث ترافيرس
- قائد الجناح جلين يستر توربي
- قائد الجناح جيريمي جون ويتس
- الرائد أندرو جون ويسلر[1]
- قائد السرب سيمون أوين فالا

## الصليب المتميز
الصلي المتميز يمنح للضباط لبسالتهم في مواجهة العدو في البحر.
- القائد ريتشارد جيفري آيبوتسون
- القائد فيليب لورانس ويلكوكس
- قائد ملازم ديفيد ليونيل هارولد ليفينغستون
- قائد ملازم مايكل سكوت بيري
- الملازم ستيفن مايكل مارشال
- الملازم فيليب ديفيد نيدهام
- الملازم أنتوني بيتر ويليامز

## الصليب العسكري
حصل على الصليب العسكري الضباط وضباط الأمر الذين واجهوا العدو على الأرض
- الرائد سايمون جيمس نابر
- الرائد جون بوتر
- الرائد جون ماثيو روشيل
- قائم بأعمال الرائد نيكولاس روي ديفيس
- قائم بأعمال الرائد فنسنت جيمس ماديسون توبياس
- النقيب نورمان غرايم سكوت سوتر
- النقيب ديفيد جون وود
- الملازم أنتوني جاي بريسلدن
- الملازم دارسي مارك لامبرت نايت
- الملازم ستيفن أرغينت واكلي
- الملازم الثاني ريتشارد إدموند تيلفر
- المساعد ويليام غلين غوثري ماكغيل

## صليب الطيران الفخري
حصل على صليب الطيران الفخري الضباط الذين واجهوا العدو في الجو.
- قائد الجناح جورج وليام بيكستون
- قائد السرب وليام نورمان براون
- قائد السرب جوردون كريستوفر أيسثورب باكلي
- قائد السرب ريتشارد فرانك غاروود
- قائد السرب مايكل أندرو غوردون
- قائد السرب روبرت إيان ماك ألبين
- قائد السرب دوغلاس إليوت مول
- قائد السرب نايجل ليزلي ريسديل
- ملازم طيار شون كيث بول رينولدز
- ملازم طيار براين جيفري مارسيل روبنسون
- ملازم طيار إدوارد ديفيد سميث
- ملازم طيار مالكولم ديفيد راينر

## صليب سلاح الجو
حصل على صليب سلاح الجو الضباط الذين لم يواجهوا العدو في الجو.
- نقيب المجموعة جيفري دينيس سيمبسون
- قائد الجناح جيروم كونولي
- قائد الجناح ريتشارد فوغان موريس
- قائد الجناح أندرو إرنست نيل
- قائد ملازم بيتر يتفيلد نيلسون

## وسام السلوك المتميز
كان وسام السلوك المتميز ثاني أعلى وسام (بعد صليب فيكتوريا) ومنح للذين واجهوا العدو على الأرض.
- ضابط صف بيتر راتكليف
- ضابط صف ستيفن فرانسيس ماغواير
- الرقيب كيفن مايكل ديفيس
- الرقيب ستيفن بيلي ميتشل (ويعرف أيضا باسم أندي مكناب)
- الرقيب تيرينس باول
- العريف فلويد ماثيو وودرو

## وسام الكياسة الواضح
وسام الكياسة الواضح ثاني أعلى وسام (بعد صليب فيكتوريا) الذي منح للذين واجهوا العدو في البحر أو في الجو.
- الرئيس (غواص) فيليب جون هاموند

## وسام الخدمة المتميزة
وسام الخدمة المتميزة هو أعلى ثالث وسام يمنح للذين واجهوا العدو في البحر.
- قائم بأعمال ضابط (غواص) ريتشارد جون بيك
- قائم بأعمال ضابط (غواص) أندرو سيبروك

## الميدالية العسكرية
الميدالية العسكرية ثالث أعلى وسام يمنح للذين واجهوا العدو على الأرض.
- الرقيب مايكل جيمس داولنغ
- الرقيب أندرو ميلفيل
- الرقيب نيكولاس مارك سكوت
- العريف كينيث أندرسون
- العريف كولن ارمسترونغ (ويعرف أيضا باسم كريس رايان)
- العريف ديفيد ادوين دنبوري (بعد وفاته)
- العريف كيفين بيتر دنبار
- العريف جون إرنست يورستون
- العريف إيان مايكل ديوسناب
- العريف كيفين ملفين سيمون ريد
- العريف ريتشارد سيليرز
- الجندي توماس روبرتسون غاو
- الجندي روبرت غاسباري كونسيليو
- الجندي ستيفن جون لين
- الجندي أنتوني سيريل جيمس نيكولز

## وسام الطائر المتميز
وسام الطائر المتميز هو ثالث أعلى وسام يمنح للذين واجهوا العدو في الجو.
- الرقيب بول دوغلاس جون هولمز

## وسام سلاح الجو
وسام سلاح الجو يمنح للذين لم يواجهوا العدو في الجو.
- الرقيب مارك ويليام توربي

## وسام الملكة للكياسة
وسام الملكة للكياسة هو ثالث أعلى وسام (بعد صليب جورج ووسام جورج) يمنح للذين لم يواجهوا العدو.
- الرقيب ستيفن ألين
- الرقيب تريفور هيو سميث
- العريف مايكل جون دريسكول
- العريف مارك روبرت غريفيث
- سيمون بكور